# Planetario de Medellín
El Planetario de Medellín «Jesús Emilio Ramírez», abre sus puertas por primera vez el 10 de octubre de 1984, y desde esta fecha hasta 2022 han visitado sus instalaciones más de un millón de personas. Gestado originalmente en la Sociedad Astronómica del Colegio de San José, dirigida en ese tiempo por el Hno. Daniel Julián González Patiño, renombrado científico, astrónomo, botánico y experto en diversas áreas. Desde la institución nombrada empezó el proceso astronómico en investigativo de la ciudad, ya que allí se encontraba el primer Observatorio Astronómico que tuvo Medellín, saliendo de sus alumnos la posterior idea de crear el Planetario de Medellín.
Está entendido como un lugar permanente y sostenible para perpetuar en la comunidad, entre otros objetivos, el interés por la astronomía y el espacio exterior. Sirve además de auditorio a exposiciones científicas muy variadas y de frontera, como la mecánica cuántica, la biología molecular y otras, a cargo de respetables académicos nacionales y extranjeros. 
En el Planetario, como escenario educativo, se pretende crear un ambiente informal, dinámico y lúdico de aprendizaje con un enfoque interactivo que integre, con una gran capacidad de sugerencia, los fenómenos del universo en sus diferentes temáticas, a través de la ciencia, la tecnología, el arte y la pedagogía.
El propósito es que el Planetario sea un espacio de fomento de la cultura científica y tecnológica de los ciudadanos y que incentive la mentalidad científica y la creatividad tecnológica.
En relación con la ciencia y la tecnología, el Planetario de Medellín Jesús Emilio Ramírez fue concebido como un centro para recrearse adquiriendo conocimientos mediante la divulgación científica y tecnológica que la institución ofrece, para promover el amor por las ciencias, fomentar el espíritu científico y tecnológico, y para hacer públicas y explícitas las posibilidades de innovación en el mundo contemporáneo.
Fue renovado completamente en el año 2004, y está integrado a la mayor zona lúdica, tecnológica y científica de la ciudad, al norte de Medellín. En sus inmediaciones están situados el Parque Norte, el Parque Explora, el Parque de Los Deseos y varias dependencias importantes de la Universidad de Antioquia.
Entre sus servicios se incluyen auditorio, biblioteca, y una exposición permanente sobre la historia espacial.